# Jake Weber (cestista)
Forest John Weber, detto Jake (Rushville, 18 marzo 1918 – Indianapolis, 6 gennaio 1990), è stato un cestista statunitense, professionista nella NBL e nella BAA.